# St. Johannes (Bennungen)
Die evangelische Kirche St. Johannes steht im Ortsteil Bennungen der Gemeinde Südharz im Landkreis Mansfeld-Südharz in Sachsen-Anhalt. Sie gehört zum Pfarrbereich Rossla im Kirchenkreis Eisleben-Sömmerda der Evangelischen Kirche in Mitteldeutschland.

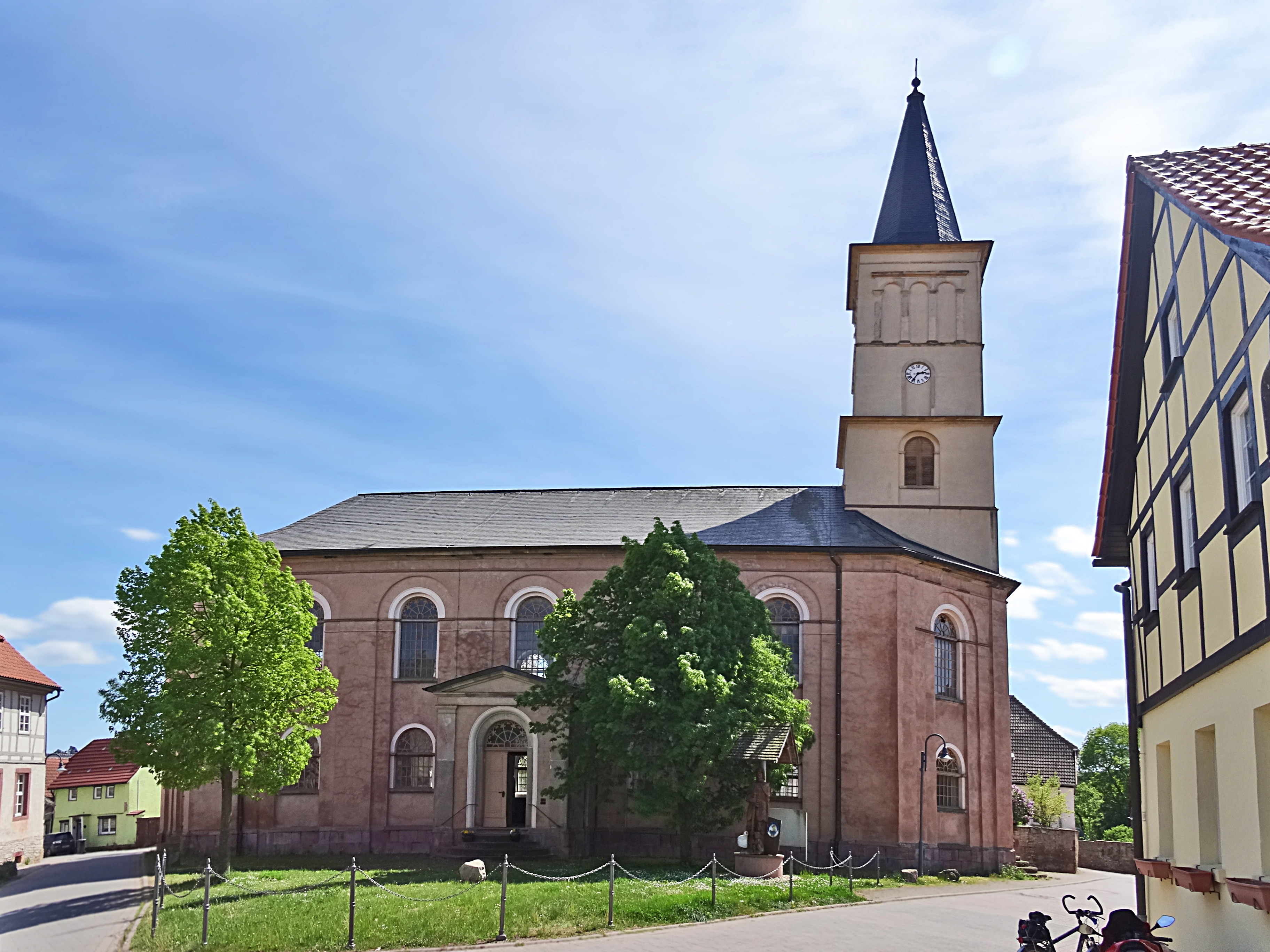
St. Johannes

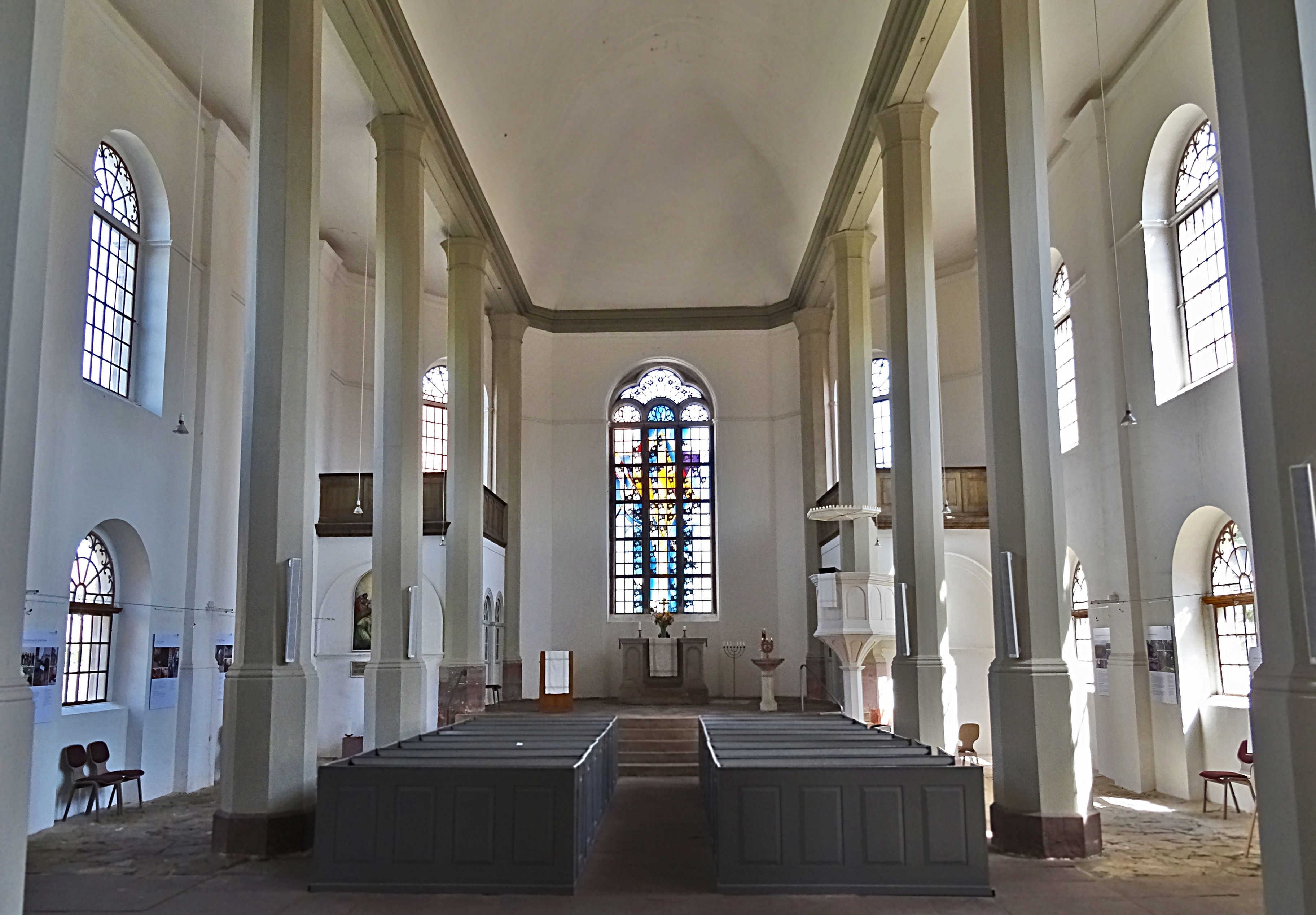
Innenansicht

## Geschichte
Mindestens ab dem 17. Jahrhundert gab es im damaligen Dorf ein Kirchengebäude. Nachdem im Jahr 1845 während eines Sturms ein vom Kirchturm gelöster Stein zwischen die Gottesdienstbesucher gefallen war, beschloss die Gemeinde den Neubau.
Das von 1847 bis 1850 errichtete Kirchengebäude, benannt nach Johannes dem Täufer, ist die bedeutendste klassizistische Kirche der Region. Am 25. September 1848 fand die Einweihung statt.
Die Ausstattung stammt aus dieser Epoche.

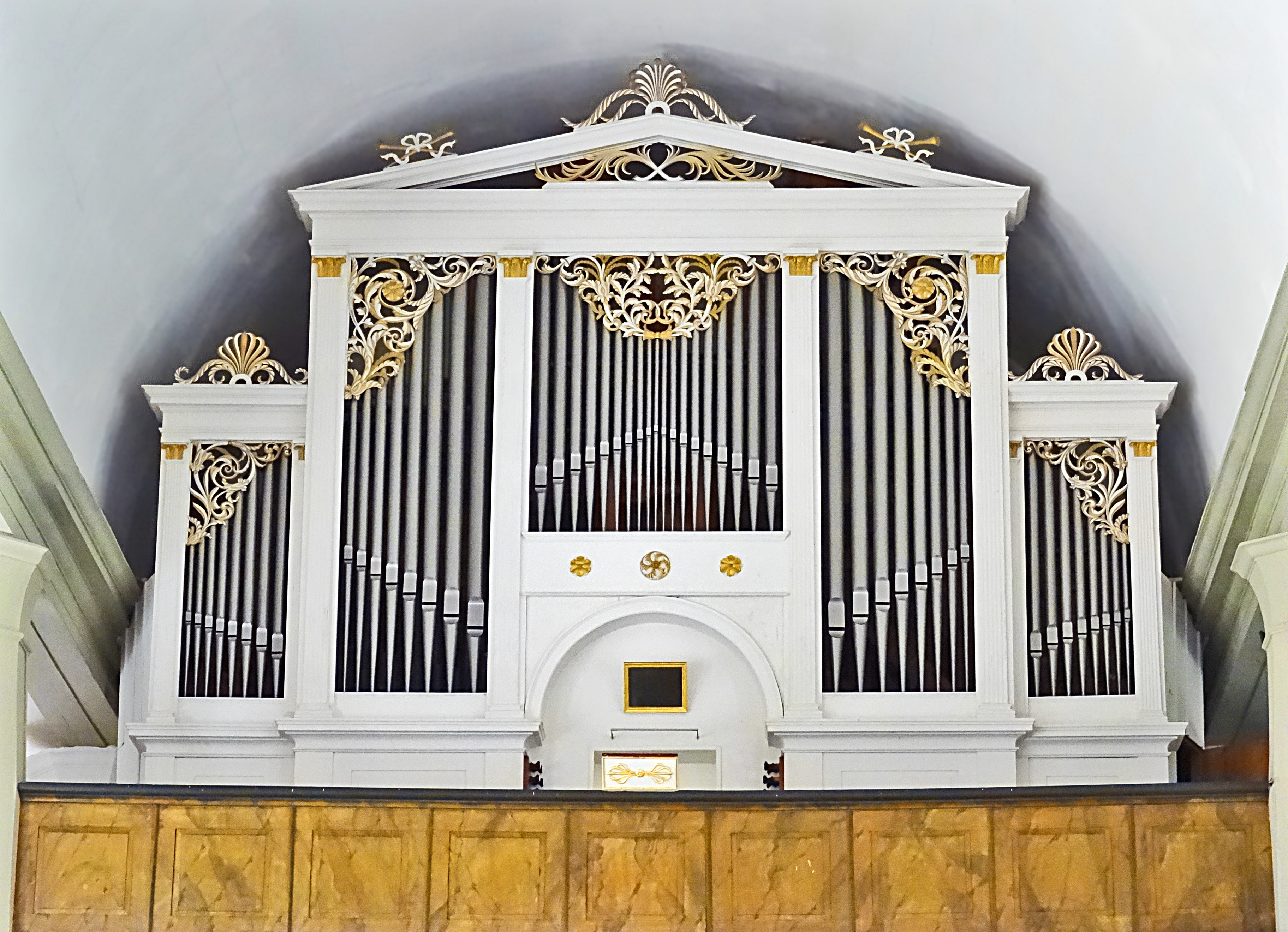
Strobel-Orgel

Die Orgel mit 26 Registern, verteilt auf 2 Manuale und Pedal, wurde 1848 vom Frankenhäuser Orgelbaumeister Julius Strobel gebaut und 2006 durch Georg Wünning restauriert.
Ab 1974 war der spätere Politiker Bernhard Ritter Pfarrer an der Kirche.